# Szentpétery József
Szentpétery József (Kolozsvár, 1921. február 14. – Szeged, 2015. március 6.) erdélyi magyar orvos, orvosi szakíró, professor emeritus.

## Életútja
Középiskoláit Nagyenyeden, a Bethlen Gábor Kollégiumban végezte 1940-ben. Kolozsváron az I. Ferenc József Tudományegyetem Orvosi Karán kapott oklevelet 1945-ben, de már III. éves hallgató korától az Anatómiai Intézet gyakornoka, később tanársegéde, 1945-től adjunktusa. Az Orvosi Karnak Marosvásárhelyre való átköltöztetésével ő is áttelepedett, és az Marosvásárhelyi Orvosi és Gyógyszerészeti Egyetemen (OGYI) 1949–1969 között előadótanári minőségben oktatott.
1969-től Szegeden fogorvos, 1970-ben Romániában megvédett kandidátusi disszertációját honosította Magyarországon, és az Orvostudományi Egyetem Fogászati Klinikáján 1973-ig egyetemi adjunktusként, majd 1979-ig egyetemi docensként az orális biológia és a konzerváló fogászat előadója. 1979-től nyugdíjazásáig (1986) a Debreceni Orvostudományi Egyetem Fogászati Klinikáján tanszékvezető egyetemi tanár. Kialakította a klinika kórbonctani-kórszövettani laboratóriumát. 1980–1986 között Hajdú-Bihar megye sztomatológiai főorvosa. Nyugdíjazása után is részt vett az elméleti és gyakorlati oktatásban a szegedi és a debreceni klinikán. 1991-ben emeritálták.
Nyugdíjas éveiben összeállította 418 nagy alakú oldalon a Magyar–kínai–angol–latin orvosi szógyűjteményt, mely 7636 szócikket tartalmaz.

## Kutatási területei
A tápcsatorna, a nyelőcső, a gyomor, a bél beidegződése; a fogbél megbetegedései, a fogak mésztelenítése, dentinkészítmények előállítása.

## Szakírói munkássága
Dolgozatai romániai (Stomatologia, Studii şi Cercetări de Neurologie, Orvosi Szemle) és magyarországi szaklapokban (Fogorvosi Szemle, Fogtechnikai Szemle, Kísérletes Orvostudomány) jelentek meg. A Fogorvosi Szemlének szerkesztőbizottsági tagja is volt.
Fejezetet írt az E. Repciuc szerkesztésében megjelent Anatomie. Angiologia, glandele endocrine, sistemul nervos, organe de simţ című egyetemi tankönyvbe (Bukarest, 1966).

## Könyvei
- Orthopedic gerontology. Congress of Orthopedy. Debrecen, May 16–27, 1968; szerk. Pap Károly, Szentpétery József; Hungarian Orthopedic Society, Debrecen, 1969
- Magyar–kínai–angol–latin orvosi szógyűjtemény; Révai Digitális, Szeged, 2011

## Egyetemi jegyzetei
- Embriológia (társszerzőkkel, Marosvásárhely, 1951);
- Belorvosi gyakorlatban használatos idegen szavak etimológiája (Marosvásárhely, 1956);
- Az ember rendszeres anatómiája. I. Mozgásszervek rendszeres anatómiája (Marosvásárhely, 1960);
- Orális biológia III. éves fogorvostan hallgatók részére (Szeged, 1971; utána 1991-ig több kiadásban).

## Díjak, elismerések
- Pro Universitate
- Kiváló Munkáért díj
- Munka Érdemrend arany fokozata
- Pro Facultate Medicinae (2011)[3]